# Ines Widmann
Ines Hermine Widmann (Name nach Eheschließung: Ines Hausleitner, * 28. Oktober 1904 in Watschig/Kärnten; † 18. September 2002 in Wien) war eine österreichische Schriftstellerin.

## Leben
Ines Widmann besuchte ein Realgymnasium, an dem sie die Reifeprüfung ablegte. Anschließend absolvierte sie in einer
Diakonissenanstalt eine Ausbildung zur Kinder- und Krankenpflegerin. Sie übte diesen Beruf aus; daneben war sie zeitweise als Sekretärin tätig. Sie begann mit dem Verfassen von Erzählungen in Kärntner Mundart, die ab 1930 in Zeitschriften erschienen. Nach dem Erfolg ihres ersten Romans "Heimatmenschen" arbeitete Widmann ab 1935 als freie Schriftstellerin. 1936 wurde sie illegales Mitglied der NSDAP, beantragte nach dem Anschluss Österreichs am 13. Mai 1938 die reguläre Aufnahme in die Partei und wurde rückwirkend zum 1. Mai aufgenommen (Mitgliedsnummer 6.160.691).
Ines Widmann war Verfasserin von Romanen, Erzählungen, Kinderbüchern sowie Hörspielen. Ihre Werke sind anfangs der Heimatliteratur zuzurechnen. Während des Dritten Reiches schrieb sie stark von der nationalsozialistischen Ideologie geprägte Bücher (Romane wie "Schwabenmargret" oder "Beate Krafft" erschienen im Eher-Verlag, dem Zentralverlag der NSDAP) 1941 gewann sie das Romanpreisausschreiben des "Völkischen Beobachters". Nach 1945 veröffentlichte Ines Widmann vorwiegend Kinder- und Jugendbücher. Sie verstarb 2002 in einem Altenheim in Wien und wurde am Baumgartner Friedhof (Gruppe 46, Reihe 8, Nummer 6) beerdigt.

## Werke
- Heimatmenschen, Graz 1934
- Die gekreuzigte Magd, Stuttgart 1936
- Die Schwabenmargret, Stuttgart 1936
- Schicksal am See, Stuttgart 1937
- Christine Burgstaller, Salzburg [u. a.] 1938
- Der Sohn, Stuttgart 1938
- Barbara, Reutlingen 1939
- Das Mädchen Karin und weitere Drei, Salzburg [u. a.] 1939
- Beate Krafft, München 1941
- Amatus, Stuttgart 1942
- Das geliebte Gesicht, Reutlingen 1947
- Das gläserne Jahr, Salzburg 1949
- Unruhig ist unser Herz, Wien 1952
- Die Andere, Wien [u. a.] 1954
- Sieben flüchtige Jahre, Wien [u. a.] 1955
- Bimbolo, Stuttgart 1958
- Hurra, wir haben geerbt!, Wien [u. a.] 1961
- Man nimmt dir nichts, Cornelia, Wien 1961
- Im Märchen-Wald, Wien [u. a.] 1962
- Mein Oster-Buch, Wien [u. a.] 1962
- Mein Zwergen-Buch, Wien [u. a.] 1962
- Der 13. Gast, Baden-Baden
  - 1 (1963)
  - 2 (1963)
- Das Mädchen Friederike, Wien [u. a.] 1963
- Erbschaft mit Hindernissen, Wien [u. a.] 1967
- Fahrt ins Ungewisse, Wien [u. a.] 1973
- Ein Mädchen namens Friedrich, Wien [u. a.] 1973
- Du irrst dich, Marianne, Wien [u. a.] 1974
- Das hat Andy nicht erwartet ..., Wien [u. a.] 1980